# Comuna Prăjești, Bacău
Prăjești (în maghiară Prezsest/Prezest) este o comună în județul Bacău, Moldova, România, formată numai din satul de reședință cu același nume.

## Așezare
Comuna se află în nordul județului, pe malul stâng al Siretului. Este străbătută de șoseaua județeană DJ207D, care o leagă spre sud de Traian și spre nord de Negri, Dămienești și mai departe în județul Neamț de Icușești și Ion Creangă.

## Demografie
Componența etnică a comunei Prăjești
     Români (91,7%)
     Alte etnii (0,09%)
     Necunoscută (8,21%)
Componența confesională a comunei Prăjești
     Romano-catolici (83,3%)
     Ortodocși (7,74%)
     Alte religii (0,47%)
     Necunoscută (8,49%)
Conform recensământului efectuat în 2021, populația comunei Prăjești se ridică la 2.132 de locuitori, în creștere față de recensământul anterior din 2011, când fuseseră înregistrați 1.869 de locuitori. Majoritatea locuitorilor sunt români (91,7%), iar pentru 8,21% nu se cunoaște apartenența etnică. Din punct de vedere confesional, majoritatea locuitorilor sunt romano-catolici (83,3%), cu o minoritate de ortodocși (7,74%), iar pentru 8,49% nu se cunoaște apartenența confesională.

## Politică și administrație
Comuna Prăjești este administrată de un primar și un consiliu local compus din 11 consilieri. Primarul, Damian Comorașu[*], de la Partidul Național Liberal, este în funcție din 1 noiembrie 2024. Începând cu alegerile locale din 2024, consiliul local are următoarea componență pe partide politice:
|  | Partid                                  | Consilieri | Componența Consiliului | Componența Consiliului | Componența Consiliului | Componența Consiliului | Componența Consiliului |
|  | --------------------------------------- | ---------- | ---------------------- | ---------------------- | ---------------------- | ---------------------- | ---------------------- |
|  | Partidul Social Democrat                | 5          |                        |                        |                        |                        |                        |
|  | Partidul Național Liberal               | 5          |                        |                        |                        |                        |                        |
|  | Reînnoim Proiectul European al României | 1          |                        |                        |                        |                        |                        |

## Istorie
La sfârșitul secolului al XIX-lea, comuna Prăjăști făcea parte din plasa Bistrița de Jos a județului Bacău și era formată din satele Prăjăști-Moldoveni, Prăjăști-Unguri (reședința) și Traian (recent înființat în 1879), având în total 1747 de locuitori ce trăiau în 524 de case. În comună funcționau o școală mixtă cu 42 de elevi la Prăjăști-Unguri, o biserică ortodoxă la Prăjăști-Moldoveni și una catolică la Prăjăști-Unguri, iar principalul proprietar de terenuri era statul. Anuarul Socec din 1925 consemnează separarea satului Traian, comuna rămânând cu satele Prăjești (rezultat prin unirea satelor Prăjești-Moldoveni și Prăjești-Unguri), Bogdăneștii de Jos și Bogdăneștii de Sus, având 2083 de locuitori. Comuna a fost desființată în 1931, satul Prăjești trecând la comuna Traian, în cadrul căreia a făcut parte între 1950 și 1968 din raionul Bacău al regiunii Bacău.
Comuna a fost reînființată în anul 2005, prin desprinderea satului Prăjești din comuna Traian (prin Legea nr. 67 din 23 martie 2005).

## Obiective turistice
În comună există un muzeu botanic înființat în anul 1971 de profesorul Paul Țarălungă.

## Monumente istorice
Singurul obiectiv din comuna Prăjești inclus în lista monumentelor istorice din județul Bacău este situl arheologic de pe dealul Ponoare din marginea de sud a satului Prăjești, sit ce cuprinde o necropolă daco-romană din secolele al II-lea–al III-lea e.n.